# Copa italiana d'hoquei sobre patins
La Copa italiana d'hoquei sobre patins, altrament anomenada Coppa Italia, s'inicià l'any 1966, però té molta menys tradició que la Lliga italiana d'hoquei sobre patins, arribant a no disputar-se en diverses ocasions.
En l'actual fórmula hi participen 16 equips: els 14 equips de la Sèrie A1 més els dos equips que descengueren de categoria l'anterior any.

## Palmarès
| Títols | Equips                                                                                            |
| ------ | ------------------------------------------------------------------------------------------------- |
| 20     | Hockey Novara                                                                                     |
| 9      | AP Follonica Hockey                                                                               |
| 4      | Amatori Lodi i Hockey Breganze                                                                    |
| 3      | Hockey Monza                                                                                      |
| 2      | Bassano Hockey 54, Hockey Valdagno, Hockey Trissino i HC Forte dei Marmi                          |
| 1      | Pordenone, Amatori Vercelli, Roller Monza, Hockey Primavera Prato, CGC Viareggio i Hockey Sarzana |

## Historial
| Edició | Any  | Campió                 | Ref.  |
| ------ | ---- | ---------------------- | ----- |
| 1a     | 1966 | Hockey Novara          |       |
| 2a     | 1967 | Hockey Novara          |       |
| 3a     | 1968 | Hockey Breganze        |       |
| 4a     | 1969 | Hockey Novara          |       |
| 5a     | 1970 | Hockey Novara          |       |
| 6a     | 1971 | Hockey Monza           |       |
| 7a     | 1972 | Hockey Novara          |       |
| -      | 1973 | No es disputà          |       |
| 8a     | 1974 | Hockey Trissino        |       |
| 9a     | 1975 | Hockey Breganze        |       |
| 10a    | 1976 | Hockey Novara          |       |
| 11a    | 1977 | AP Follonica Hockey    |       |
| 12a    | 1978 | Amatori Lodi           |       |
| -      | 1979 | No es disputà          |       |
| 13a    | 1980 | Pordenone              |       |
| 14a    | 1981 | Bassano Hockey 54      |       |
| 15a    | 1982 | AP Follonica Hockey    |       |
| 16a    | 1983 | Amatori Vercelli       |       |
| 17a    | 1984 | Hockey Monza           |       |
| 18a    | 1985 | Hockey Novara          |       |
| 19a    | 1986 | Hockey Novara          |       |
| 20a    | 1987 | Hockey Novara          |       |
| 21a    | 1988 | Hockey Novara          |       |
| 22a    | 1989 | Hockey Monza           |       |
| 23a    | 1990 | Roller Monza           |       |
| -      | 1991 | No es disputà          |       |
| -      | 1992 | No es disputà          |       |
| 24a    | 1993 | Hockey Novara          |       |
| 25a    | 1994 | Hockey Novara          |       |
| 26a    | 1995 | Hockey Novara          |       |
| 27a    | 1996 | Hockey Novara          |       |
| 28a    | 1997 | Hockey Novara          |       |
| 29a    | 1998 | Hockey Novara          |       |
| 30a    | 1999 | Hockey Novara          |       |
| 31a    | 2000 | Hockey Novara          |       |
| 32a    | 2001 | Hockey Novara          |       |
| 33a    | 2002 | Hockey Novara          |       |
| 34a    | 2003 | Hockey Primavera Prato |       |
| 35a    | 2004 | Bassano Hockey 54      |       |
| 36a    | 2005 | AP Follonica Hockey    |       |
| 37a    | 2006 | AP Follonica Hockey    |       |
| 38a    | 2007 | AP Follonica Hockey    |       |
| 39a    | 2008 | AP Follonica Hockey    |       |
| 40a    | 2009 | AP Follonica Hockey    |       |
| 41a    | 2010 | AP Follonica Hockey    |       |
| 42a    | 2011 | CGC Viareggio          |       |
| 43a    | 2012 | Amatori Lodi           |       |
| 44a    | 2013 | Hockey Valdagno        |       |
| 45a    | 2014 | Hockey Valdagno        |       |
| 46a    | 2015 | Hockey Breganze        |       |
| 47a    | 2016 | Amatori Lodi           |       |
| 48a    | 2027 | HC Forte dei Marmi     |       |
| 49a    | 2018 | AP Follonica Hockey    |       |
| 50a    | 2019 | Hockey Breganze        |       |
| -      | 2020 | No es disputà          |       |
| 51a    | 2021 | Amatori Lodi           |       |
| 52a    | 2022 | Hockey Sarzana         | [ 1 ] |
| 53a    | 2023 | Hockey Trissino        | [ 2 ] |
| 54a    | 2024 | HC Forte dei Marmi     | [ 3 ] |